# Університет Криту
Університет Кріту (грец. Πανεπιστήμιο Κρήτης) — найбільший університет і науково-дослідний центр острова Крит. Університет контролюється і фінансується державою в особі міністерства освіти, досліджень і релігії.
Університет був створений в 1973 році, але повноцінне навчання студентів почалося лише в 1977/1978 навчальному році. У 1973—1987 рр. ректор призначався, відтоді — обирається. Університет розташований у двох містах — в Ретимно та Іракліоні. У кампус у Галосі, розташованому за 4 кілометри від центру Ретимна, знаходяться Школа філософії (департаменти філософії і соціальних наук, історії та археології, філології), Школа освіти (департаменти початкової освіти, дошкільної освіти) та Школа соціальних наук (департаменти економіки, психології, соціології, політології). У кампусі в Вуті, розташований за 10 кілометрів від центру Іракліона, знаходиться Школа наук та інжинірингу (департаменти математики і прикладної математики, фізики, біології, інформатики, хімії, матеріалознавства і технології), Школа медицини і університетський госпіталь.
Сьогодні в університеті навчається близько 16 тисяч осіб, ще 2,5 тисячі проходять післявишівське навчання. В університеті існує 16 програм навчання бакалаврів і 36 програм навчання магістрів. Університет тісно співпрацює з Foundation for Research & Technology — Hellas (ФОРТ) та Інститутом морської біології, біотехнології та аквакультури (Institute of Marine Biology, Biotechnology and Aquaculture, IMBBC).
У 1981 році був створений музей природної історії Криту (NHMC), який є частиною університету.

На вершині Скінакас (Σκίνακας) гори Іда розташована однойменна обсерваторія, заснована університетом, фондом FORTH та Інститутом позаземної фізики Товариства Макса Планка.

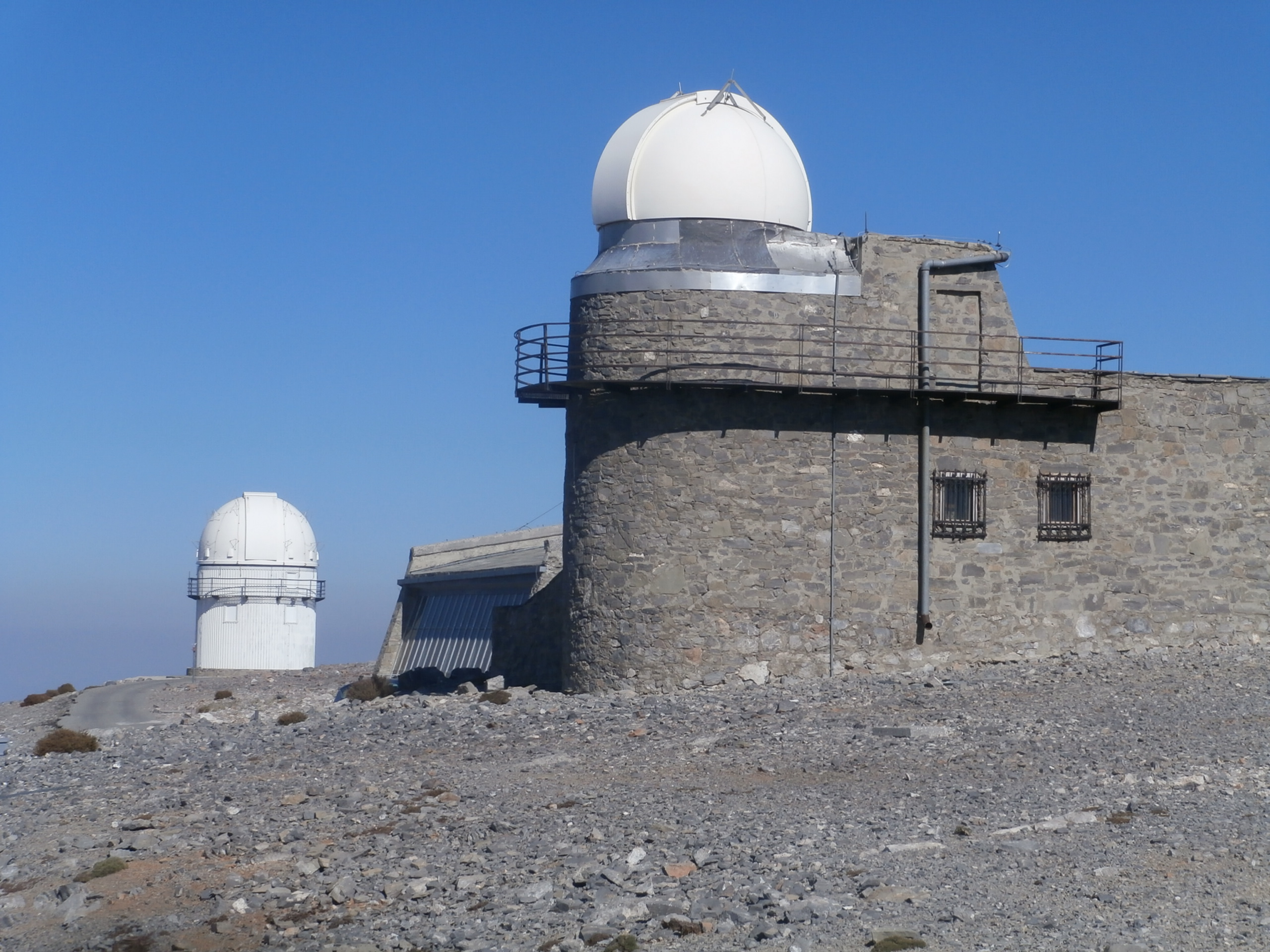
Обсерваторія Скінакас[en] на горі Іда